# Charles Scribner's Sons Building
 (août 2023).
Si vous disposez d'ouvrages ou d'articles de référence ou si vous connaissez des sites web de qualité traitant du thème abordé ici, merci de compléter l'article en donnant les références utiles à sa vérifiabilité et en les liant à la section « Notes et références ».
Le Charles Scribner's Sons Building, également connu sous le nom de 597 Fifth Avenue, est un bâtiment commercial situé dans le quartier Midtown à New York, sur la Cinquième Avenue et entre les 48e et 49e rues. Conçu par Ernest Flagg (en) dans un style Beaux Arts, il est édifié de 1912 à 1913 pour le compte de la maison d'édition Scribner.
Sa façade sur la Cinquième Avenue comprend une vitrine en verre et en fer avec une décoration noir et or sur les deux étages inférieurs. Du troisième au neuvième étage, la façade en calcaire présente cinq travées,  puis au dixième étage un toit mansardé, ainsi que quatre médaillons accueillant des bustes d'imprimeurs : Benjamin Franklin, William Caxton, Johann Gutenberg et Aldus Manutius. Les deux premiers étages comprennent un espace de vente qui était initialement la librairire de Scribner. Les étages supérieurs sont des bureaux, y compris un espace initialement utilisé par la maison d'édition Scribner.
Le bâtiment est construit pour remplacer l'ancienne librairie de la 155e Avenue, le Scribner Building. Il reste la propriété de Scribner jusqu'en 1984, date à laquelle il est cédé à la famille Cohen qui le revend au groupe Benetton. Après la fermeture de la librairie des deux étages du bas en 1989, le bâtiment abrité de nombreux magasins de détail. A&A Investment Co. l'achète en 2006, puis il est revendu à Thor Equities en 2011. La New York City Landmarks Preservation Commission classe le bâtiment en 1982 (National Historic Landmark), ainsi que l'intérieur du rez-de-chaussée en 1989.